# Laura Prepon

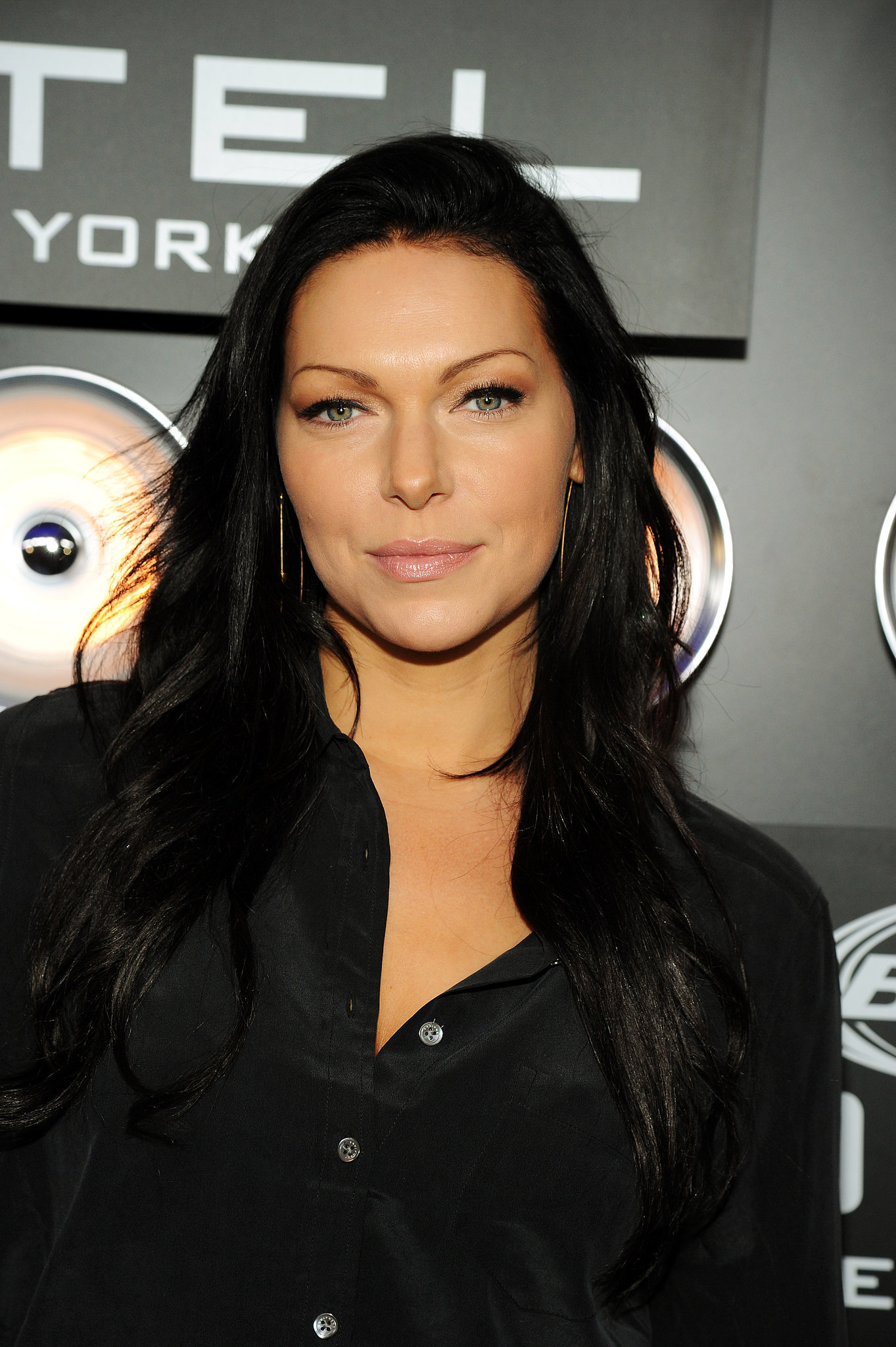
Laura Prepon

Laura Helene Prepon (ur. 7 marca 1980) – amerykańska aktorka telewizyjna i filmowa. Występowała w roli Donny Pinciotti w sitcomie Fox Różowe lata siedemdziesiąte (1998–2006), a także jako Alex Vause w serialu Netflix Orange Is the New Black (2013–2019), jako Hannah Jane Daniels w serii ABC Powrót na October Road (2007-2008), komedii Żądze i pieniądze (2012) i dreszczowcu Dziewczyna z pociągu (2016).

## Życiorys

### Wczesne lata
Urodziła się w Watchung w stanie New Jersey, jako najmłodsze z pięciorga dzieci Marjorie (z domu Coll), nauczycielki szkoły średniej i szefa kuchni dla smakoszy, oraz Michaela Prepona, chirurga ortopedii. Jej matka miała pochodzenia irlandzkie, angielskie i niemieckie, a ojciec był Żydem. Wychowywała się z bratem Bradem oraz trzema siostrami: Danielle, Jocelyn i Stephanie. Jej ojciec zmarł podczas operacji serca w 1993 w wieku 49 lat, gdy miała wówczas 13 lat. Uczęszczała do Watchung Hills Regional High School. W wieku 15 lat rozpoczęła naukę aktorstwa, a także tańca - baletu, jazzu i tańca nowoczesnego. W 1996 studiowała aktorstwo w szkole Caroline Thomas' Total Theatre Lab w Nowym Jorku, gdzie występowała w licznych prezentacjach teatralnych. Grała również w piłkę nożną i inne sporty.

### Kariera
Pracowała jako modelka w Paryżu, Mediolanie i innych krajach Europy. Wystąpiła także w reklamie telewizyjnej ubrań firmy GAP. W 1995 wzięła udział w reklamie dla firmy MCI, gdzie musiała pocałować żabę. We wrześniu 1997 pojawiła się jako Chloe w internetowej operze mydlanej pod tytułem They Go On, sponsorowanej przez firmę Levi Strauss. Wkrótce trafiła do obsady w roli Donny Pinciotti w sitcomie Fox Różowe lata siedemdziesiąte (1998–2006), za którą była nominowana do Young Artist Award (1999) i Teen Choice Awards (1999, 2002).
Dwukrotnie pojawiła się na okładce magazynu „Maxim” (w styczniu 2001 i w listopadzie 2004). Była pełnomocniczką producenta Roberta Halla przy realizacji dramatu Lightning Bug (2004), gdzie także zagrała postać Angevin Duvet u boku Breta Harrisona i Kevina Gage’a. Użyczyła swojego głosu jednej z marines w grze Halo 2 (2004). Wystąpił wspólnie z Mishą Collinsem w dreszczowcu psychologicznym Karla (2005), opartym na prawdziwej historii Paula Bernardo i jego żony Karli Homolki, kanadyjskiej pary, która porwała, wykorzystała seksualnie i zamordowała trzy dziewczyny.
Wystąpiła gościnnie w 15. odcinku VI serii serialu Dr House (2010). W lutym 2011 roku otrzymała główną rolę w serialu Jesteś tam, Chelsea? stacji NBC; serial zdjęto z anteny w maju 2012. Za rolę Alex Vause w serialu Netflix Orange Is the New Black (2013–2019) otrzymała w 2014 dwie Nagrody Satelity w kategoriach „Najlepsza aktorka drugoplanowa - serial, miniserial lub film telewizyjny” i „Najlepsza obsada - serial telewizyjny”, a także dwie nagrody Nagrody Gildii Aktorów Ekranowych (2016, 2017). Wyreżyserowała też 10 odcinek 5 sezonu (2017) serialu Orange Is the New Black, pod tytułem „The Reverse Midas Touch”.
Zagrała w dreszczowcu Dziewczyna z pociągu (2016), na podstawie książki Pauli Hawkins o tym samym tytule. W komediodramacie Bohater (The Hero, 2017) z Samem Elliottem i Katharine Ross wcieliła się w rolę komediantki stand-up Charlotte Dylan.
W 2016 Prepon wraz ze specjalistką odżywiania Elizabeth Troy wydała książkę pod tytułem The Stash Plan, dotyczącą stanu zapewnienia zdrowej równowagi umysłu, ciała i ducha poprzez odpowiedni styl życia Poradnik zadebiutował na 10 miejscu bestsellerów „New York Times”.
7 kwietnia 2020 roku miała miejsce publikacja drugiej książki jej autorstwa, poradnika pod tytułem You and I, as Mothers: A Raw and Honest Guide to Motherhood, poruszającego problem macierzyństwa.

## Życie prywatne
W latach 1998–1999 spotykała się z Topherem Grace. Od maja 1999 do maja 2007 jej chłopakiem był Christopher Masterson. W lipcu 2007 spotykała się z Anthonym Kiedisem, wokalistą Red Hot Chili Peppers. Od października 2008 do listopada 2013 była związana ze Scottem Michaelem Fosterem.
W październiku 2016 zaręczyła się z aktorem Benem Fosterem, za którego 3 czerwca 2018 wyszła za mąż. Mają córkę, Ellę (ur. 2017) i syna (ur. 2020).
Prepon była wyznawczynią scjentologii.

## Filmografia

### Filmy
- 2001: Southlander jako Seven Equals Five
- 2002: Luzacy jako Reanna Cass
- 2004: Lightning Bug jako Angevin Duvet
- 2004: The Pornographer: A Love Story
- 2006: Come Early Morning jako Kim
- 2006: Karla jako Karla Homolka
- 2007: Once Upon a Time
- 2007: The Chosen One jako Rachel Cruz (głos)
- 2012: Żądze i pieniądze jako Holly
- 2012: The Kitchen jako Jennifer
- 2016: Dziewczyna z pociągu jako Cathy
- 2017: The Hero jako Charlotte

### Telewizja
- 1998–2006: Różowe lata siedemdziesiąte jako Donna Pinciotti
- 2004: Bobby kontra wapniaki jako April (głos) – odcinek Talking Shop
- 2005: Amerykański tata jako Hayley Smith (głos)
- 2005: Romancing the Bride jako Melissa
- 2007–2008: Powrót na October Road jako Hannah Jane Daniels
- 2009–2010: Jak poznałem waszą matkę jako Karen
- 2009: In Plain Sight jako Lauren Hefferman – odcinek A Frond in Need
- 2010: Medium jako Kira Hudack – odcinek How to Beat a Bad Guy
- 2010: Dr House jako Frankie – odcinek Private Lives
- 2010: Celebrity Ghost Stories jako ona sama
- 2011: Castle jako Natalie Rhodes / Nikki Heat – odcinek Nikki Heat
- 2011: Miłość w wielkim mieście jako Alex – odcinek Keep on Truckin
- 2011: The Killing Game jako Eve Duncan
- 2012: Jesteś tam, Chelsea? jako Chelsea Newman
- 2012: Męska robota jako Hannah – odcinek Plan B
- 2013-2019: Orange Is the New Black jako Alex Vause

### Gry
- 2004: Halo 2 jako Marine (głos)